# 刘伟 (足球运动员)
刘伟（1993年1月7日—），男，江苏南通人，中国足球运动员，司职前卫，曾效力于中国足球超级联赛江苏苏宁足球俱樂部。

## 早年
刘伟早年在江苏全运队踢球，曾参加了2009年第十一届全运会男足乙组的比赛，身穿8号球衣。2011年，他离开江苏全运队，进入南京大学政府管理学院读书。大学期间，他在一支业余球队南京金基地产踢过球。

## 职业生涯

### 江苏苏宁
2015年夏天，刘伟大学毕业。通过试训，他加盟了中超球队江苏舜天，披上39号球衣踢了半年预备队比赛。2016年2月23日，江苏苏宁队的首场正式比赛、亚冠联赛小组赛第一轮客场与越南平阳队的比赛，主教练派刘伟担任首发中后卫。然而，比赛的上半场刘伟在禁区内拉拽对方球员，主裁判判罚点球，越南平阳队阮英德打进点球，扳平了比分。最终越南平阳凭借点球逼平江苏苏宁。这一失误使他失去了主教练的信任。2016年3月1日亚冠联赛江苏主场同全北现代的比赛，刘伟在最后时刻替补出场。刘伟在江苏苏宁参加的正式比赛仅有这两场。之后被下放到预备队训练、比赛。2017年4月8日，中超预备联赛同重庆当代力帆预备队的比赛中，刘伟辱骂裁判，事后被禁赛4场、罚款2万元人民币。

### 南通支云
2018年3月13日，中国足球乙级联赛球队南通支云宣布刘伟转会加盟。由于张卫离队，刘伟成为当时南通支云一线队中唯一的南通本地球员。2018赛季中段，他成为南通支云的主力中后卫，帮助球队升级中国足球甲级联赛。